# 克丽丝廷·格拉纳多斯
克丽丝廷·约尔莱妮·格拉纳多斯·戈梅斯（西班牙語：Cristín Yorleny Granados Gómez；1989年8月19日—），哥斯达黎加女子足球运动员，司职中场，目前效力于圣何塞竞技和哥斯达黎加国家女子足球队。她曾代表哥斯达黎加参加2022年中北美洲及加勒比海女子足球锦标赛和2023年国际足联女子世界杯等多场国际赛事。